# داريكا نو مانازاشي
داريكا نو مانازاشي (باليابانية: だれかのまなざし، بالروماجي: Dareka no Manazashi) ويعني نظرة شخص ما هو فيلم قصير أنمي ياباني
من إخراج وتأليف ماكوتو شينكاي، ومن إنتاج استوديو كوميكس ويف فيلمز، عرض الفيلم في 10 فبراير عام 2013. وبلغت مدته 7 دقائق. وعرض أيضا في أفتتاحية العرض الأول لفيلم حديقة الكلمات في 31 مايو عام2013. وعرض على اليوتيوب فيما بعد من سبتمبر عام 2013 حتى يناير عام 2014.

## القصة
تدور أحداث القصة في المستقبل القريب في اليابان، عن فتاة صغيرة اسمها آيا أوكامورا تعيش مع والدها وقطتها في شقة، وتعمل والدتها مي خارج المنزل، لذا فإن والدها المسن كوجي وقطتها سان هما الوحيدان اللذان بقيا في منزل، وربى والدها على قطة مسنة لمساعدة ابنته الصغيرة للتغلب على غياب والدتها عن المنزل.

## الأداء الصوتي
| الشخصية       | الأداء الصوتي   |
| ------------- | --------------- |
| آيا أوكامورا  | ساتومي هانامورا |
| مي            | فومي هيرانو     |
| فوجي أوكامورا | شينجي أوغاوا    |
| شخصية ثانوية  | شيروشي شيموزاكي |
| شخصية ثانوية  | كونيكو إيشيجيما |
| شخصية ثانوية  | رينا إيندو      |
| شخصية ثانوية  | يوري فوجيوارا   |

## وصلات خارجية
- داريكا نو مانازاشي على موقع ماكوتو شينكاي الرسمي باللغة اليابانية
- داريكا نو مانازاشي على موقع IMDb (الإنجليزية)
- داريكا نو مانازاشي على موقع قاعدة بيانات الفيلم (الإنجليزية)
- داريكا نو مانازاشي على موقع ليتربوكسد (الإنجليزية)
- داريكا نو مانازاشي على موقع كينوبويسك (الروسية)
- داريكا نو مانازاشي على موقع ANN anime (الإنجليزية)